# Powiat de Łask
Pour les articles homonymes, voir Łask (homonymie).
Le powiat de Łask (polonais : powiat łaski) est un powiat (district - une division administrative territoriale) de la voïvodie de Łódź, dans le centre-sud de la Pologne.
Il est né le 1er janvier 1999, à la suite des réformes polonaises de gouvernement local passées en 1998 et créée en 2002 à partir de la zone nord-est du powiat de Łódź-est. 
Le siège administratif (chef-lieu) du powiat est la ville de Łask, seule ville du powiat, qui se trouve à 32 kilomètres au sud-ouest de Łódź (capitale de la voïvodie).
Le district couvre une superficie de 617,38 kilomètres carrés. En 2006, sa population totale est de 50 874 habitants, avec une population pour la ville de Łask de 18 684 habitants et une population rurale de 32 190 habitants.

## Division administrative
Le district est subdivisé en 5 gminy (communes) (1 urbaine-rurale et 4 rurales) :
- Commune urbaine-rurale : Łask

- Communes rurales : Widawa, Sędziejowice, Buczek, Wodzierady

Celles-ci sont inscrites dans le tableau suivant.
| Gmina              | Type         | Superficie (km²) | Population (2008) | Chef-lieu    |
| ------------------ | ------------ | ---------------- | ----------------- | ------------ |
| Gmina Łask         | urbain-rural | 1 469            | 28 406            | Łask         |
| Gmina Widawa       | rural        | 1 780            | 7 954             | Widawa       |
| Gmina Sędziejowice | rural        | 1 202            | 6 523             | Sędziejowice |
| Gmina Buczek       | rural        | 908              | 4 893             | Buczek       |
| Gmina Wodzierady   | rural        | 814              | 3 098             | Wodzierady   |

## Démographie
Données du 31 décembre 2007 :
| Description | Total  | Total | Femmes | Femmes | Hommes | Hommes |
| ----------- | ------ | ----- | ------ | ------ | ------ | ------ |
| Unité       | Nombre | %     | Nombre | %      | Nombre | %      |
| Population  | 50 813 | 100   | 26 019 | 51,21  | 24 794 | 48,79  |
| Urbain      | 18 624 | 36,65 | 9 839  | 19,36  | 8 785  | 17,29  |
| Rural       | 32 189 | 63,35 | 16 180 | 31,84  | 16 009 | 31,51  |

## Histoire
De 1975 à 1998, les différentes gminy du powiat actuel appartenaient administrativement à la voïvodie de Sieradz.